# Вогулка (приток Дарьи)
Вогу́лка (в верховье — Больша́я Вогу́лка) — малая река на Среднем Урале, правый приток Дарьи. Протекает в Шалинском районе Свердловской области России. Длина реки — 11 км.

## География
Вогулка протекает преимущественно с севера на юг в восточной части Шалинского района, в границах городского округа Староуткинск, в глухих сосновых и сосново-берёзовых лесах. Длина водотока — 11 км.
В верховьях река носит название Большая Вогулка. В районе урочища Березовка она принимает правый приток — реку Малую Вогулку. После слияния с Малой Вогулкой река носит наименование Вогулка. Чуть ниже устья Малой Вогулки река Вогулка принимает левый приток — Березовку. В нижнем течении река меняет направление на западное и впадает справа в Дарью, на расстоянии 13 км от устья последней по течению, на противоположном берегу от горы Сабик.

## Данные водного реестра
По данным государственного водного реестра России, река Вогулка (Большая Вогулка) относится к Камскому бассейновому округу. Водохозяйственный участок реки — Чусовая от города Ревды до в/п посёлка Кына, речной подбассейн реки — Кама до Куйбышевского водохранилища (без бассейнов рек Белой и Вятки), речной бассейн реки — Кама.
Код объекта в государственном водном реестре — 10010100612111100010485.